# Holendry (powiat pułtuski)
Holendry – wieś w Polsce, w województwie mazowieckim, w powiecie pułtuskim, w gminie Zatory.
Wieś wchodzi w skład sołectwa Burlaki.
Do 2023 miejscowość była przysiółkiem wsi Burlaki.

## Historia
Na początku XIX w. wieś założyli osadnicy holenderscy i od nich pochodzi nazwa osady.
W 1934 notowano tu 3 gospodarstwa.
W latach 1975–1998 przysiółek należał administracyjnie do województwa ostrołęckiego.
Z osadą od południa sąsiaduje rezerwat przyrody Stawinoga.